# Danny Meiners
Danny Meiners (* 2. Januar 1979 in Meppen) ist ein deutscher Politiker (AfD). Seit 2025 ist er Mitglied des Deutschen Bundestages.

## Leben
Meiners wurde während der Schneekatastrophe in Norddeutschland 1978/79 im Krankenhaus Ludmillenstift Meppen geboren und wuchs zusammen mit fünf Geschwistern auf einem Bauernhof in Groß Hesepe im Emsland auf.
Nach dem Realschulabschluss machte er ab 1996 eine Ausbildung zum Metallbauer Fachrichtung Konstruktionstechnik. Ab März 2000 war er Zeitsoldat bei der Bundeswehr. Den größten Teil seiner vierjährigen Dienstzeit war er in Rheine stationiert. 2004 wurde er im Rang eines Stabsunteroffiziers regulär entlassen. 
2005 legte er bei der Handwerkskammer für den Regierungsbezirk Münster die Meisterprüfung für das Metallbauhandwerk ab. Nach eigenen Angaben arbeitete er zwischen 2006 und 2009 insgesamt 29 Monate bei einem Handwerksbetrieb in Riverside (Kalifornien).
Er lebt im zur Gemeinde Geeste gehörendem Dalum.

## Politik
Danny Meiners ist seit April 2015 Mitglied der AfD. Im selben Jahr wurde er Teil des niedersächsischen AfD Landesfachausschuss 7-Landwirtschaft und Ernährung. Von März 2016 bis Januar 2018 war er Vorsitzender des AfD Kreisverband Ems-Vechte. Für dieses Amt hat er nicht erneut kandidiert, ist aber seitdem stellvertretender Vorsitzender dieses Kreisverbandes.
Bei der Kommunalwahl 2016 kandidierte er erfolglos für den emsländischen Kreistag.
2017 kandidierte er, auf den von vornherein aussichtslosen Listenplatz 24, sowie als Direktkandidat im Bundestagswahlkreis Mittelems für die 19. Wahlperiode des Deutschen Bundestages.
Danny Meiners zählte 2020 zu den Unterstützern des damaligen AfD-Bundessprechers Jörg Meuthen.
Im Dezember 2020 wählten die niedersächsischen AfD-Mitglieder ihn auf Platz 7 der Landesliste für die Bundestagswahl 2021. Außerdem kandidierte Meiners erneut als Direktkandidat im Bundestagswahlkreis Mittelems, wo er 4,95 % der Erststimmen erreichte. Als seine Schwerpunktthemen bezeichnete er 2021 die Wirtschafts- und Landwirtschaftspolitik.
Er ist seit 2021 Mitglied des Gemeinderates von Geeste.
Vor der Bundestagswahl 2025 wurde Meiners auf Platz 4 der Landesliste der AfD Niedersachsen gewählt. Im Wahlkreis Mittelems erreichte er mit 14,1 Prozent der Erststimmen den dritten Platz der Direktkandidaten hinter Daniela De Ridder (SPD, 28,79 Prozent) und Albert Stegemann (CDU, 39,65 Prozent). Über die Landesliste der AfD Niedersachsen gelangte Meiners in den 21. Deutschen Bundestag.